# Auswetterungszeit
Als Auswetterungszeit oder Auswetterzeit bezeichnet man in der Sprengtechnik den Zeitraum, der vergehen muss, bis nach einer erfolgten Sprengung die Sprengstelle und die sie umgebenden Bereiche von schädlichen Reaktionsprodukten der Sprengung weitestgehend mittels Bewetterung gereinigt wurden. Dabei muss sichergestellt sein, dass vor Wiederaufnahme der Arbeiten an der entsprechenden Arbeitsstelle die Grenzwerte der auf den Menschen wirkenden schädlichen Gase eingehalten werden.

## Grundlagen und Anwendung
Nach einer erfolgten Sprengung bildet sich ein Gemisch unterschiedlicher Reaktionsprodukte. Dieses als Sprengschwaden bezeichnete Gemisch kann schädliche Stoffe enthalten, die zeitnah von den die Sprengstelle umgebenden Arbeitsbereichen entfernt werden müssen. Anders als beim Tagebau kann der Sprengschwaden beim Untertagebau nicht so leicht entweichen oder zeitnah verdünnt werden. Damit die Bergleute an der Stelle, an der gesprengt wurde, wieder ihre Arbeit aufnehmen können, muss sichergestellt sein, dass sie wieder ausreichend mit frischen Wettern versorgt werden, deren Grenzwerte wieder den gesetzlichen Vorgaben entsprechen. Dies kann nur durch konsequente Einhaltung der für die Auswetterung der Schadstoffe erforderlichen Zeit erreicht werden. Hierbei darf der für die sichere Entfernung der Sprengschwaden erforderliche Mindestwetterstrom nicht unterschritten werden.

## Einflüsse auf die Auswetterungszeit
Die Dauer der Auswetterungszeit hängt von verschiedenen Parametern ab. Zum einen von der verwendeten Sprengstoffmenge. Aber auch der verwendete Sprengstoff hat einen Einfluss auf die Dauer der Auswetterungszeit. Weitere Parameter sind der Streckenquerschnitt, die Wettermenge und die Wettergeschwindigkeit. Entscheidend sind auch der Wettervolumenstrom vor Ort, das Schwadenvolumen und die räumliche Ausbreitung des Sprengschwadens in benachbarte Grubenbaue. Durch Messung der Leitkomponenten Kohlenmonoxid und Stickoxid im Sprengschwaden lässt sich die Einhaltung der jeweiligen zulässigen Grenzwerte genau ermitteln. Zudem kann dadurch auch die Auswetterungszeit bestimmt werden.